# 肥後小国中継局
肥後小国中継局（ひごおぐにちゅうけいきょく）は、熊本県阿蘇郡小国町にあるテレビ及びラジオ中継局である。アナログテレビ放送・ラジオ放送における民間放送局の中継局名は旧国名の「肥後」を冠さない「小国」である。
当中継局は、県北東部にあり、小国町内へ電波を発射している。なお、当中継局がある小国町は、大分県に接しているため、隣接する周辺地域でも当中継局を受信している世帯がある。
隣の大分県に電波が漏れないよう（スピルオーバー）、指向性が設定されている。
本項では、コミュニティFM局であるエフエム小国の送信所についても併せて記述する。

## 中継局概要

### デジタルテレビ放送
| リモコンキーID | 放送局名          | 物理チャンネル | 空中線電力 | ERP  | 放送対象地域 | 放送区域内世帯数 | 開局日       |
| 1              | NHK熊本総合       | 14ch           | 1W         | 2.2W | 熊本県       | 3571世帯         | 2008年7月1日 |
| 2              | NHK熊本教育       | 13ch           | 1W         | 2.2W | 全国         | 3571世帯         | 2008年7月1日 |
| 3              | RKK熊本放送       | 15ch           | 1W         | 2.3W | 熊本県       | 3571世帯         | 2008年7月1日 |
| 4              | KKT熊本県民テレビ | 20ch           | 1W         | 2.3W | 熊本県       | 3571世帯         | 2008年7月1日 |
| 5              | KAB熊本朝日放送   | 21ch           | 1W         | 2.3W | 熊本県       | 3571世帯         | 2008年7月1日 |
| 8              | TKUテレビ熊本     | 18ch           | 1W         | 2.3W | 熊本県       | 3571世帯         | 2008年7月1日 |

### アナログテレビ放送
| 放送局名          | テレビチャンネル | 空中線電力        | ERP                 | 放送対象地域 | 放送区域内世帯数 |
| RKK熊本放送       | 4ch              | 映像10W /音声2.5W | 映像7.9W /音声1.95W | 熊本県       | 約4100世帯       |
| TKUテレビ熊本     | 8ch              | 映像10W /音声2.5W | 映像9.8W /音声2.4W  | 熊本県       | 約4100世帯       |
| NHK熊本総合       | 6ch              | 映像10W /音声2.5W | 映像7.8W /音声1.95W | 熊本県       | 約4100世帯       |
| NHK熊本教育       | 10ch             | 映像10W /音声2.5W | 映像7.8W /音声1.95W | 全国         | 約4100世帯       |
| KAB熊本朝日放送   | 23ch             | 映像10W /音声2.5W | 映像36W /音声9.1W   | 熊本県       | 約4100世帯       |
| KKT熊本県民テレビ | 43ch             | 映像10W /音声2.5W | 映像36W /音声9.1W   | 熊本県       | 約4100世帯       |

### FMラジオ放送
| 放送局名        | ラジオ周波数 | 空中線電力 | ERP     | 放送対象地域 | 放送区域内世帯数 |
| FMKエフエム熊本 | 80.4MHz      | 音声10W    | 音声12W | 熊本県       | 約-世帯          |
| NHK熊本FM       | 83.9MHz      | 音声10W    | 音声12W | 熊本県       | 約-世帯          |

### コミュニティFM局
| 放送局名                        | コールサイン | 周波数  | 空中線電力 | ERP   | 放送対象地域               | 放送区域内世帯数 | 開局日       |
| エフエム小国 愛称｢green pocket｣ | JOZZ0AH-FM   | 76.5MHz | 20W        | 12.5W | 小国町（一部周辺地域含む） | 2832世帯         | 1998年7月6日 |

### AMラジオ放送
| 放送局名    | 周波数  | 空中線電力 | 放送対象地域 |
| ----------- | ------- | ---------- | ------------ |
| RKK熊本放送 | 1197kHz | 100W       | 熊本県       |

### 中継局・送信所置局住所
- 阿蘇郡小国町下城字栃木谷2327番地の高巣山及び鈴ヶ岳（テレビ・FM）
- 阿蘇郡小国町宮原字仁瀬（AM）

### 中継局・送信所開局年月日
- 1963年（昭和38年）12月24日 NHK・RKK同時に開局
- 1969年（昭和44年）9月21日 NHK-FM開局
- 1969年（昭和44年）10月24日 TKU開局
- 1982年（昭和57年）4月28日 KKT開局
- 1989年（平成元年）9月22日 KAB開局
- 1992年（平成4年）9月25日 FM熊本開局
- 1994年（平成6年）4月1日 RKK（AMラジオ）開局

### その他・備考
- KKTアナログは、｢アナアナ変換｣により31chから変更。
- 偏波面は、県域放送局についてはすべて垂直偏波。
- RKKは所属するJNN系列では準キー局のMBS毎日放送大阪親局、RKB毎日放送福岡親局、RCC中国放送広島親局等と同じ4chが使われていた。
- TKUアナログは、VHFでの送信。TKUが所属するFNN系列ではキー局のフジテレビ東京親局、準キー局のカンテレ大阪親局、OTV那覇親局と同じ8ch。